# کامپانیولا کرماسکا
کامپانیولا کرماسکا (به ایتالیایی: Campagnola Cremasca) یک کومونه در ایتالیا است که در استان کریمونا واقع شده‌است.
 کامپانیولا کرماسکا ۴٫۶ کیلومتر مربع مساحت و ۶۸۴ نفر جمعیت دارد و ۸۱ متر بالاتر از سطح دریا واقع شده‌است.